# Drott Gyllenberg
Drott Erik Thorsson Gyllenberg, född 29 februari 1920 i Borås, död 15 november 1974, var en svensk arkitekt.
Från 1949 och under 1950-talet var Gyllenberg stadsarkitekt i Skara. Han stod bakom ett flertal bostadsprojekt i staden och de angränsande kommunerna. Parallellt med tjänsten drev han tillsammans med Torsten Thorén Gyllenberg & Thorén Arkitektkontor. De står bland annat bakom Skarabygdens domsagas tingshus (1959). Under 1960-talet ritade Gyllenberg flera bostadshus i Stockholm. 

## Bilder

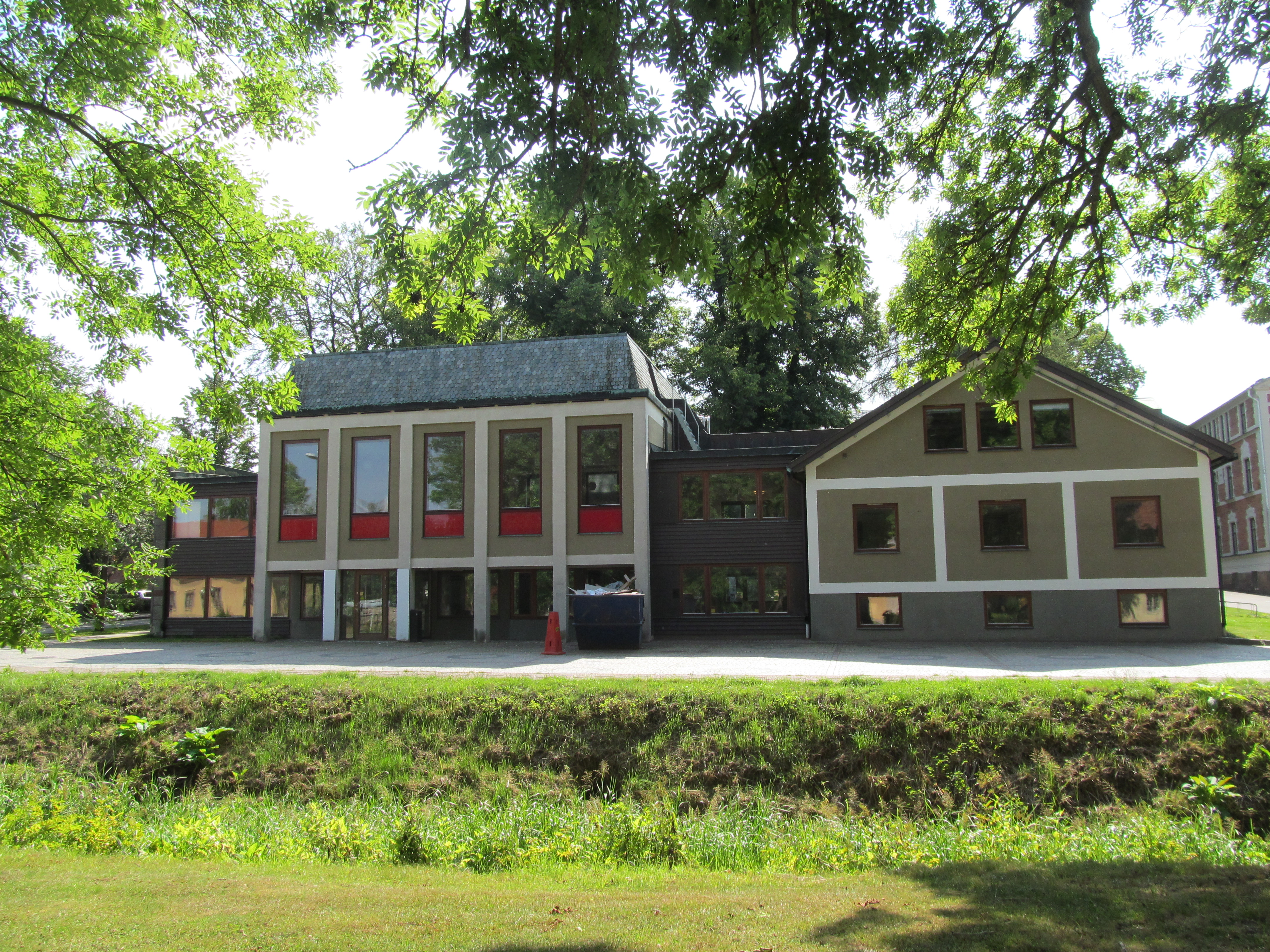
Tingshus i Skara (1959)
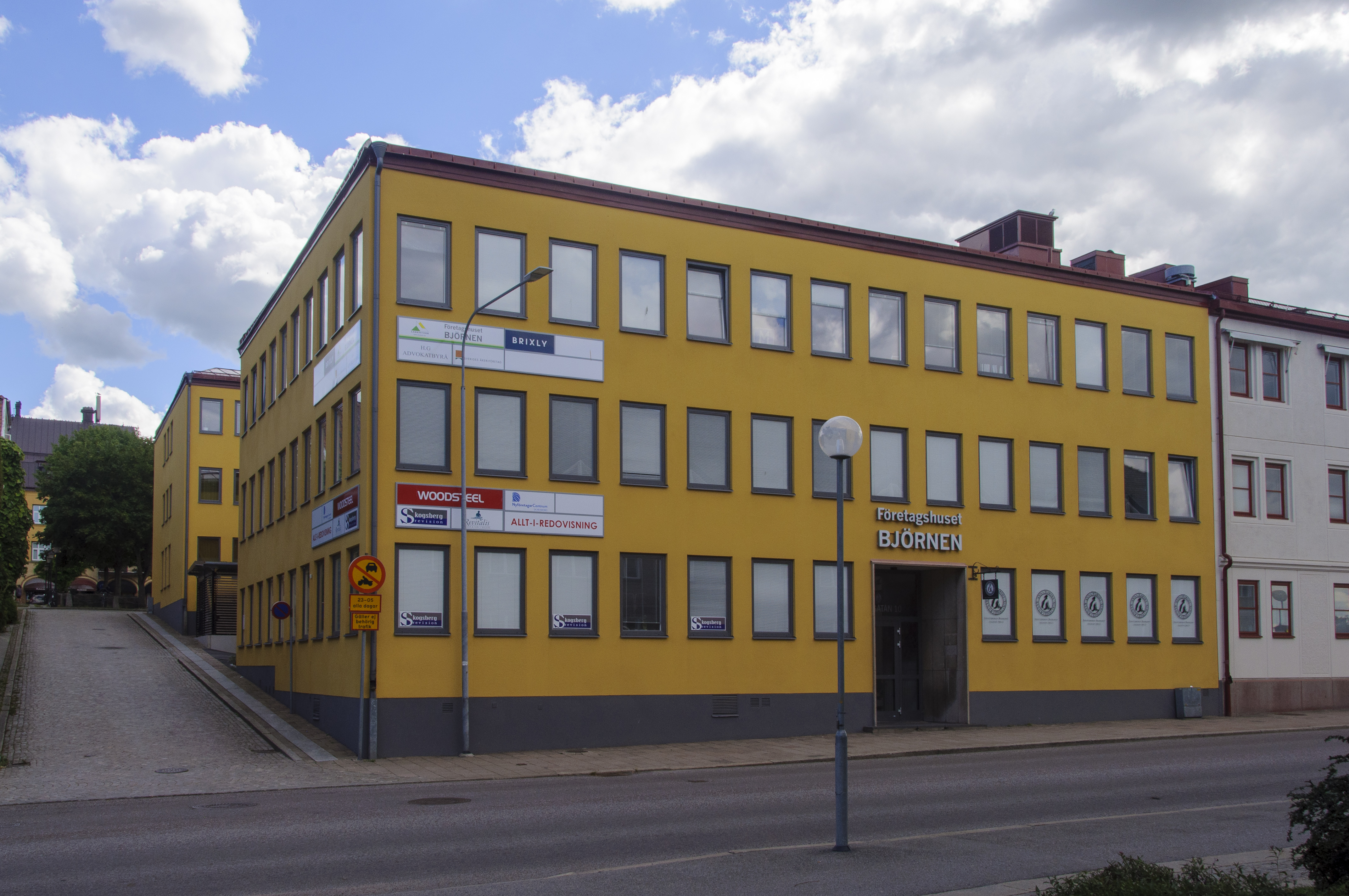
Handelshus i Mariestad (1961)
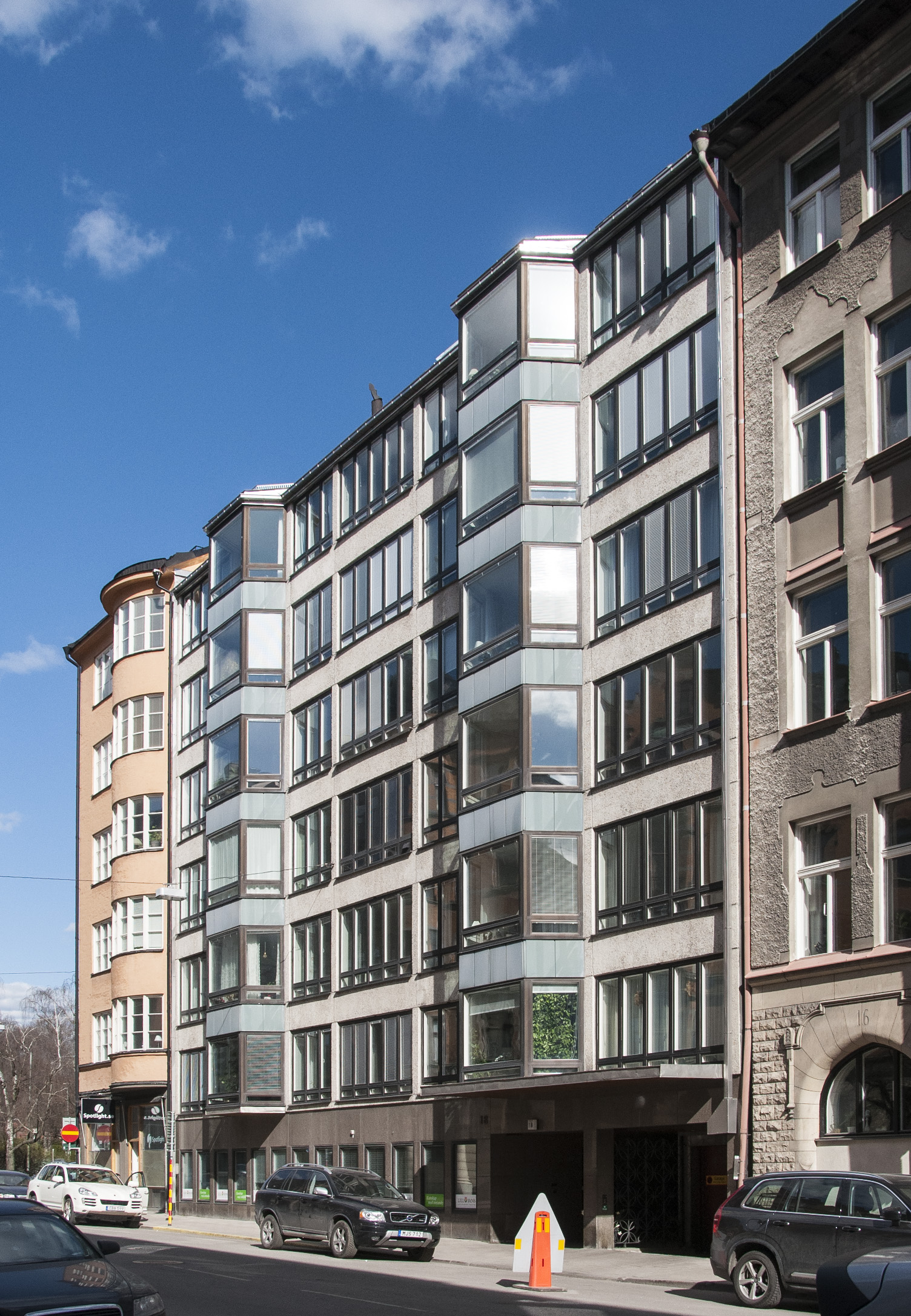
Tallen 30, Stockholm (1966)
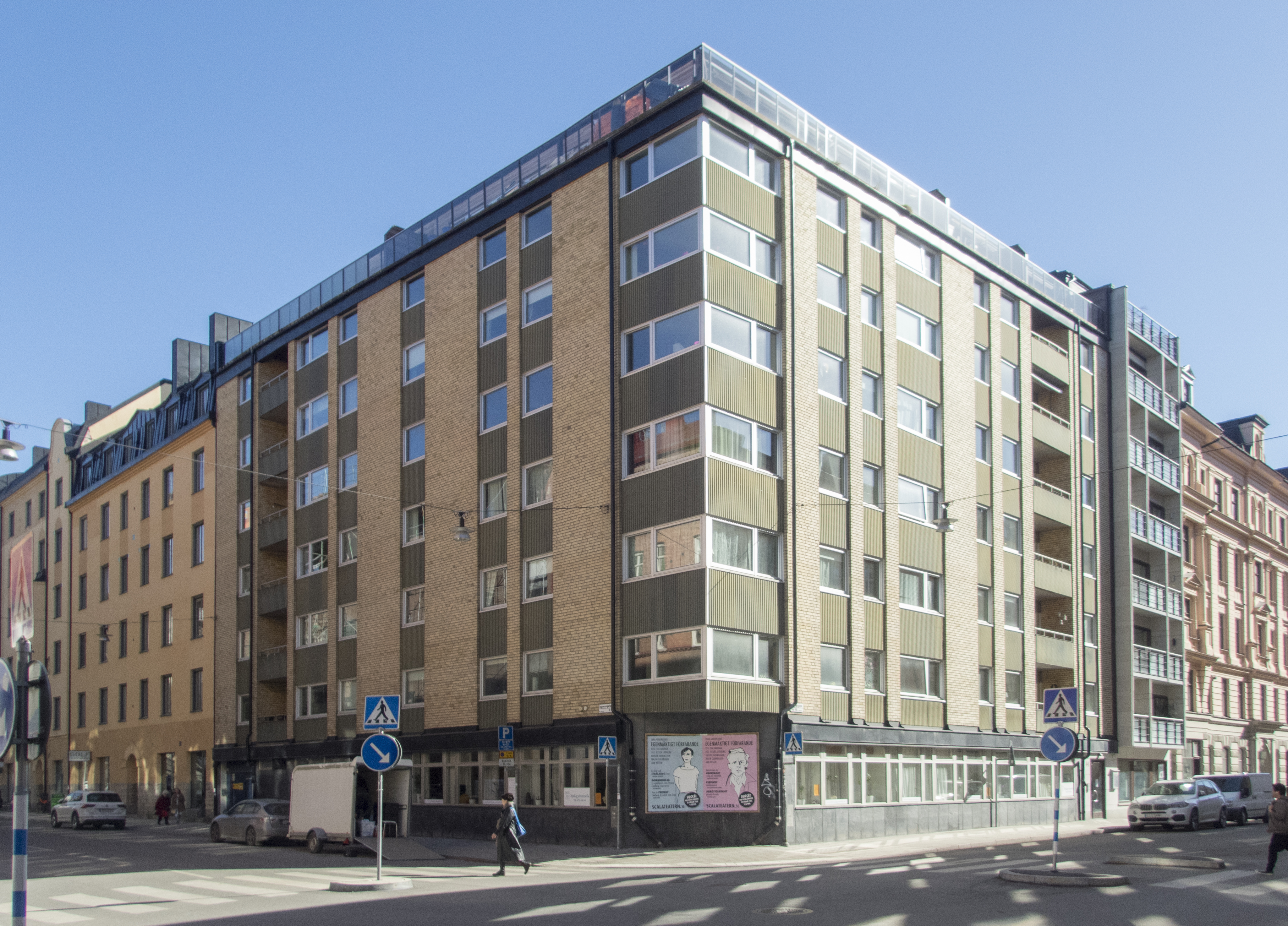
Ingemar 13, Stockholm (1966)